# 西康宾馆

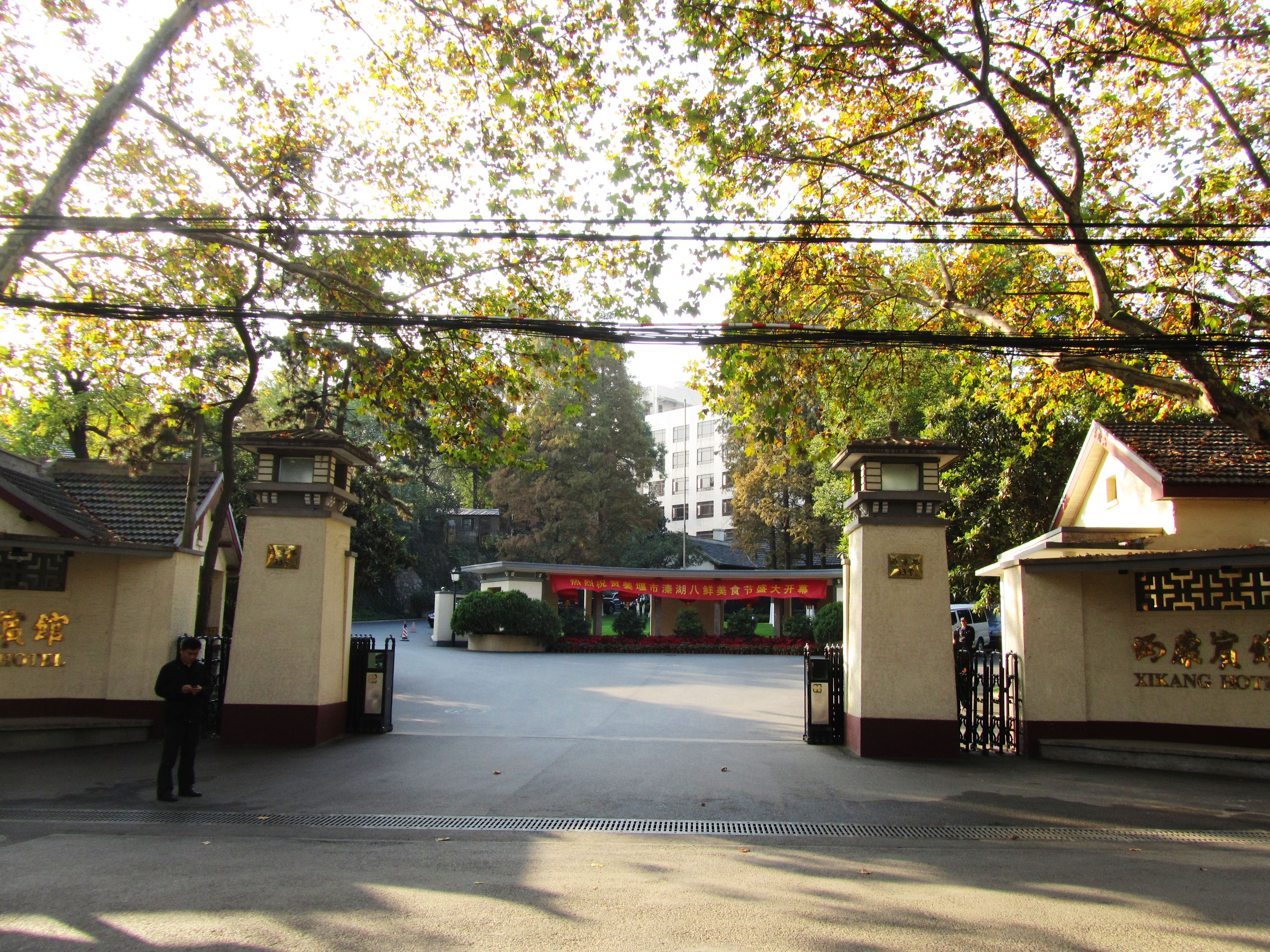
2011年11月西康宾馆正门，西康路33号

西康宾馆是一间四星级的宾馆，位于南京市鼓楼区西康路33号。

## 沿革
西康路33号原为汪精卫的私人住邸。1946年，西康路33号修建成美国驻华大使馆，有三幢造型相同、规模相等的西式楼房和三幢西式平房，房屋依山而建。三幢西式楼房为公寓式建筑，原为大使馆官员的住所，砖石结构，高三层，另有一层地下室，四面坡屋顶，屋脊两侧及后墙竖有用来取暖壁炉。楼房正面为门廊、阳台，中间是客厅、办公室，后面为厨房和休息场所。1949年4月23日，中国人民解放军攻占南京，当时美国驻华大使司徒雷登滞留在大使馆内，毛泽东派黄华在使馆内与司徒雷登密探，司徒雷登曾表示访问北京意愿，得到毛泽东回应。6月30日，司徒雷登致电美国国务院，但在7月2日收到复电称不得访问北京。同年8月2日，司徒雷登被迫返回美国。8月18日，毛泽东撰写《别了，司徒雷登》一文纪念。1950年2月18日，美国政府的最后一名外交官（培根）撤离此处大使馆，之后大使馆由南京市军管会接管。
1952年至1960年曾是中共江苏省委驻地。1953年3月22日，毛泽东来南京巡视时，曾下榻于此，住中间楼（是柯庆施、江渭清的宿舍）。后成为省委办公厅西康路招待所，1988年改称西康宾馆，是中共江苏省委办公厅下属事业单位，主要承担江苏省的政治接待任务。1994年11月5日，中国共产党中央纪律检查委员会常委刘丽英率领调查组入住西康宾馆，调查无锡新兴实业公司非法集资案（当时中华人民共和国涉案金额最大的金融案件）。2002年，西康宾馆被列为江苏省文物保护单位。